# نواه هينسون
نواه هينسون (بالإنجليزية: Noah Henson)‏ هو موسيقي وعازف قيثارة أمريكي، ولد في 18 أبريل 1981 في الولايات المتحدة.

## وصلات خارجية
- نواه هينسون على موقع IMDb (الإنجليزية)